# Hypena brachyphylla
Hypena brachyphylla là một loài bướm đêm trong họ Erebidae.